# Giro dell'Emilia 1941
Il Giro dell'Emilia 1941, ventottesima edizione della corsa, si svolse il 10 agosto 1941 su un percorso di 235 km con partenza e arrivo a Bologna. Organizzato dal Resto del Carlino e dalla Velo Sport Reno, fu vinto dall'italiano Fausto Coppi, che completò il percorso in 6h52'00" precedendo per distacco i connazionali Enrico Mollo e Gino Bartali. Conclusero la prova 24 dei 46 ciclisti al via.

## Percorso
La corsa prese il via da Bologna e attraversò nell'ordine Castel Maggiore, San Giorgio di Piano, Argelato, Castello d'Argile (km 24), Pieve di Cento, Cento, San Giovanni in Persiceto (km 43), Nonantola, Modena (km 67), Formigine (km 77), Maranello, Serramazzoni (791 m s.l.m.), Pavullo nel Frignano (km 117,1), Sestola (920 m s.l.m.), La Masera, Lizzano in Belvedere, Silla di Gaggio Montano (km 181,5), Riola di Vergato (km 191,5), Marzabotto (km 213), Sasso Marconi e Casalecchio di Reno, concludendosi al Velodromo di Bologna dopo 235 km.

## Ordine d'arrivo (Top 10)
| Pos. | Corridore            | Squadra   | Tempo     |
| ---- | -------------------- | --------- | --------- |
| 1    | Fausto Coppi         | Legnano   | 6h52'00"' |
| 2    | Enrico Mollo         | Olympia   | a 10"     |
| 3    | Gino Bartali         | Legnano   | a 10'10"  |
| 4    | Guerrino Tomasoni    | Frejus    | s.t.      |
| 5    | Mario Ricci          | Legnano   | s.t.      |
| 6    | Edoardo Taddei       | MATER     | s.t.      |
| 7    | Salvatore Crippa     | Viscontea | s.t.      |
| 8    | Osvaldo Bailo        | Gerbi     | s.t.      |
| 9    | Giordano Cottur      | Viscontea | s.t.      |
| 10   | Giovanni De Stefanis | Bianchi   | s.t.      |